# Leo Dannin
Leo Dannin (Copenaghen, 26 marzo 1898 – Frederiksberg, 15 settembre 1971) è stato un calciatore danese, di ruolo attaccante.

## Carriera
Prese parte alle Olimpiadi del 1920 con la Nazionale danese.

## Palmarès

### Club

#### Competizioni nazionali
- Campionato danese: 3

KB: 1917-1918, 1921-1922, 1924-1925